# Больница Всех Скорбящих Радости
Больница Всех Скорбящих Радости — первая в Российской империи государственная больница, специализировавшаяся на лечении психических заболеваний. 

## История
По повелению Марии Фёдоровны, в 1828 году дом умалишённых был отделён от Обуховской больницы и в сентябре 1832 года переведён в перестроенное здание дачи Сиверса. Сама императрица не дожила до открытия своего детища, скончавшись в день празднования иконы Божией Матери «Всех Скорбящих Радость», в честь которой и получила название лечебница. Первоначально больница была рассчитана лишь на 120 человек, и на протяжении всего XIX века корпуса постоянно достраивались и расширялись. По уставу больницы 1842 года её управление поручалось почётному опекуну, члену Санкт-Петербургского опекунского совета, а непосредственное распоряжение делами осуществлялось «конторой», состоявшей из смотрителя и старшего врача. В 1832—1853 годах старшим врачом больницы был Фёдор Иванович Герцог.
С середины 1860-х годов финансирование больницы со стороны Ведомства императрицы Марии сильно сократилось. К началу 1880-х годов долги больницы составляли около половины годового бюджета. Была образована специальная комиссия (20.11.1882) под председательством ставшего к тому времени управляющим больницей В. К. Пфеля. Очень скоро Пфель отказался от почётного опекунства, «не находя возможным управлять вверенным ему заведением в том запущенном состоянии, в каком оно находилось». Ведомство императрицы Марии решило приступить к преобразованию больницы и 15 декабря 1883 года высочайше было утверждено постановление опекунского совета «Об изменении управления больницей Всех Скорбящих с 1 января 1884 года», вводившее должность директора (он же — главный врач). Первым директором, которому пришлось заниматься восстановлением больницы, стал Александр Евграфович Черемшанский, который, не имея высшей медицинской степени, числился «исполняющим должность» директора. В 1887 году вернулся на должность управляющего больницей В. К. Пфель. Было признано возможным устроение комнат для пансионеров «из достаточных классов», с улучшенной обстановкой и за повышенную плату. В 1887 году доля платных услуг больницы составляла около 11 %, а в 1898 году — уже 50 %. С ноября 1893 года управляющим больницей был генерал-лейтенант К. У. Арапов.
После революции 1917 года учреждению было присвоено имя Огюста Фореля.
Во время битвы за Ленинград больница находилось в нескольких километрах от линии фронта. Корпуса сильно пострадали от обстрелов, и во второй половине 1940-х годов было принято решение психиатрическую больницу не восстанавливать.